# Short fat Fannie
Short fat Fannie is een nummer dat is geschreven en op de plaat gezet door de Amerikaanse zanger Larry Williams in 1957. Het liedje is een parodie op Long tall Sally van Little Richard. De tekst zit vol met toespelingen op andere liedjes uit die tijd, zoals Heartbreak Hotel, Fever, Hound dog, Blue suede shoes en Blueberry Hill.
De plaat werd het grootste succes van Larry Williams met een vijfde plaats in de Billboard Hot 100, een eerste plaats in de toenmalige R&B-hitparade en een 21e plaats in de Britse UK Singles Chart.

## Opname
Het nummer werd opgenomen op 26 april 1957 met onder anderen René Hall op gitaar en Earl Palmer op slagwerk.

## Covers
- Frankie Avalon zette het nummer op zijn debuutalbum Frankie Avalon uit 1958.[4]
- The Beatles repeteerden het nummer in januari 1969 voor het Get Back/Let It Be-project.[5] Het is te vinden op een aantal bootlegs.
- Little Richard nam het nummer op voor zijn album Little Richard is back (and there's a Whole Lotta Shakin' Goin' On!) van augustus 1964.[6]
- Frankie Lymon zette het nummer op zijn album Rock & roll with Frankie Lymon uit 1958.[7]
- Johnny Winter nam het nummer op voor zijn album Roots uit 2011.[8]